# William Welser III

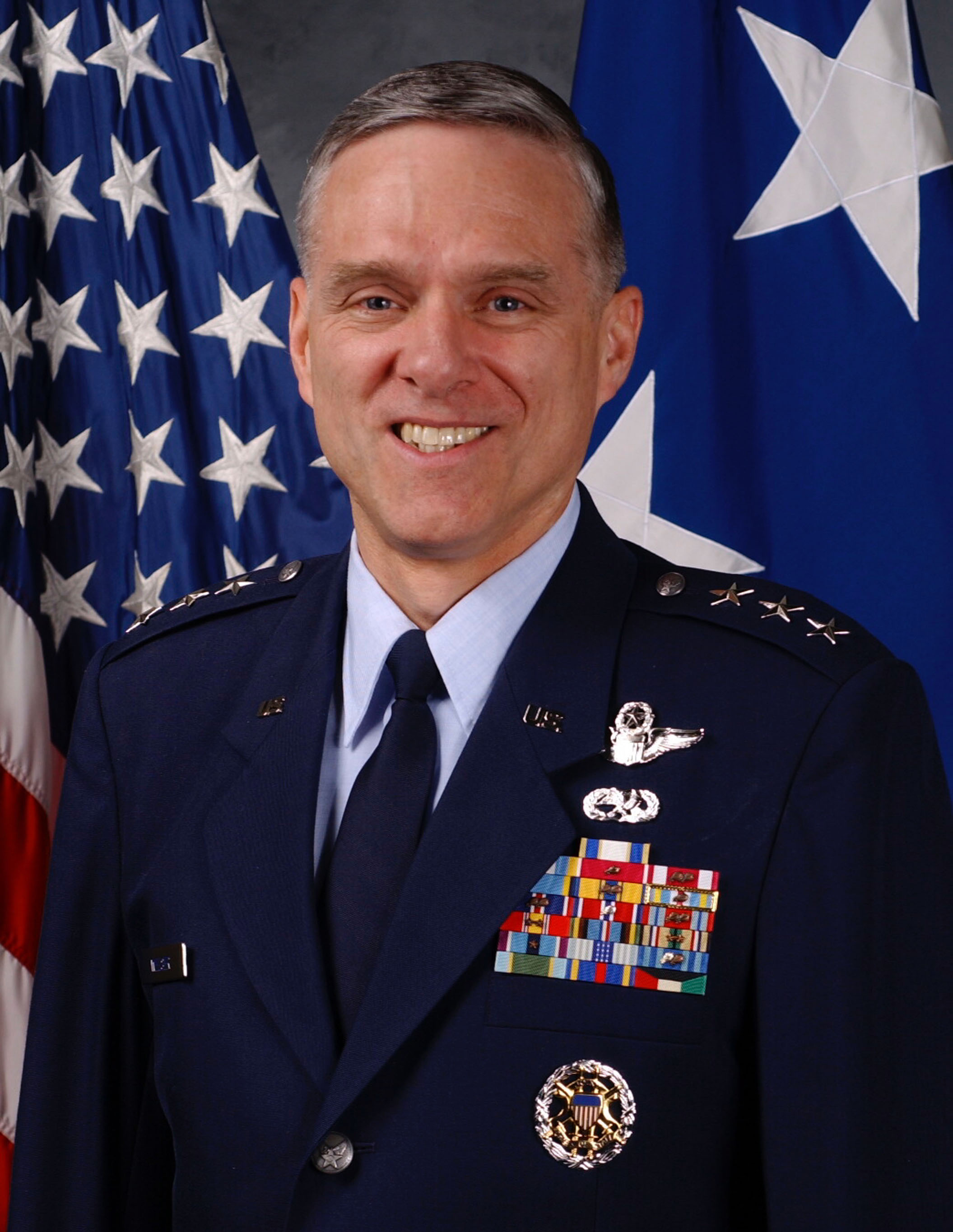
William Welser III (2021)

William Welser III (* um 1949 in Mineola, Nassau County, New York) ist ein pensionierter Generalleutnant der United States Air Force. Er war unter anderem Kommandeur der 18. Luftflotte.
Über das ROTC-Programm der University at Buffalo gelangte er im Jahr 1971 in das Offizierskorps des United States Air Force.
Im Lauf seiner militärischen Karriere absolvierte er verschiedene Kurse und Schulungen. Dazu gehörten unter anderem der Maintenance Officer Course auf der Chanute Air Force Base in Illinois; eine Ausbildung zum Kampfpiloten und weitere Fortbildungskurse als Pilot neuer Flugzeugtypen; die Squadron Officer School auf der Maxwell Air Force Base in Alabama; das Air Command and Staff College, ebenfalls auf der Maxwell AFB; das Armed Forces Staff College in Norfolk in Virginia; das National War College in Fort Lesley J. McNair in Washington, D.C.; der Joint Force Air Component Commander Course und der Joint Flag Officer Warfighter Course, beide auf der Maxwell AFB. Außerdem erhielt er akademische Grade von der Webster University und der University of New Hampshire.
In seinen frühen Jahren als Offizier der Luftwaffe war er an verschiedenen Stützpunkten in den Vereinigten Staaten stationiert. Dabei war er als Wartungsoffizier, Pilot, Flugausbilder oder Stabsoffizier bei unterschiedlichen Einheiten tätig. Dazwischen absolvierte er die erwähnten Schulungen. Zwischen September 1973 und August 1974 war er während der Endphase des Vietnamkriegs als Stabsoffizier beim 8. Taktischen Kampfgeschwader (8th Tactical Fighter Wing) auf der Ubon Royal Thai Air Force Base in Thailand stationiert.
Zwischen April 1985 und Juli 1987 war er auf der McGuire Air Force Base in New Jersey stationiert. Dort war er zunächst Stabsoffizier und dann Kommandeur des 6. Transportgeschwaders (6th Military Airlift Squadron). Anschließend absolvierte er bis zum Juni 1988 das National War College. Es folgte eine Versetzung zum Stab der Joint Chiefs of Staff in Washington, D.C., dem er bis zum August 1990 als special assistant for General and Flag Officer Matters angehörte.
Als Nächstes wurde er nach Oklahoma auf die Altus Air Force Base versetzt. Dort war er zwischen August 1990 und August 1992 stellvertretender Kommandeur des 443. Transportgeschwaders (443rd Airlift Wing). Anschließend erhielt er auf der Dover Air Force Base in Delaware das Kommando über das 436. Transportgeschwader (436th Airlift Wing) das er zwischen August 1992 und Juli 1994 innehatte. Daran schloss sich eine Versetzung zur Scott Air Force Base in Illinois an. Zwischen August 1994 und August 1997 war er dort zunächst stellvertretender und dann regulärer Leiter des Tanker Airlift Control Centers das dem Air Mobility Command (AMC) unterstand.
Sein nächster Auftrag führte in nach Fort Dix in New Jersey. Bis zum August 1999 kommandierte er dort das Air Mobility Warfare Center. Daran schloss sich eine Versetzung zur Randolph Air Force Base in Texas an, wo er bis zum Juli 2001 die Stabsabteilung für Operationen des Air Education and Training Command (AETC) leitete (Director of Operations, Headquarters AETC). Es folgte eine Rückkehr zur Scott AFB in Illinois. Beim dort angesiedelten United States Transportation Command (USTRANSCOM) leitete William Welser zwischen Juli 2001 und Februar 2003 dessen Stabsabteilung für Operationen und Logistik (Director of Operations and Logistics, Headquarters USTRANSCOM). Danach leitete er bis November 2003 nach der Ausgliederung der Logistikabteilung, die Stabsabteilung für Operationen (Director of Operations).
Auch nach dem Ende dieses Auftrags verblieb Welser auf der Scott AFB. Im Dezember 2003 übernahm er dort als Nachfolger des Interimskommandeurs Paul W. Essex das Kommando über die 18. Luftflotte. Dieses Amt bekleidete er bis zum November 2005, als er von James A. Hawkins abgelöst wurde. Anschließend schied er aus dem aktiven Militärdienst aus.
Während seiner aktiven Zeit als Militärpilot absolvierte er über 3500 Flugstunden auf verschiedenen Flugzeugtypen.
Nach seiner Pensionierung zog William Welser nach Melbourne in Florida. Dort wurde er für einige Zeit Mitglied im Vorstand der Firma Northrop Grumman. Danach war er in Melbourne als unabhängiger Berater tätig. Er engagierte sich auch in kommunalen Vereinigungen. Neben anderen Tätigkeiten auf diesem Gebiet war er zwischen 2011 und 2018 Präsident des Space Coast Honor Flight Boards, das sich unter anderem um Kriegsveteranen kümmerte. Im April 2021 zog er in das Kent County in Delaware, wo er sich ebenfalls an kommunalen Aktivitäten beteiligte. Unter anderem gehört er dem Vorstand der Air Mobility Command Museum Foundation an. Im Oktober 2021 wurde er deren Präsident und im Oktober 2022 wurde er in die Delaware Aviation Hall of Fame aufgenommen.

## Daten der Beförderungen
| Abzeichen | Rang               | Jahr              |
| --------- | ------------------ | ----------------- |
|           | Second Lieutenant  | 6. September 1971 |
|           | First Lieutenant   | 6. März 1973      |
|           | Captain            | 6. September 1975 |
|           | Major              | 1. November 1981  |
|           | Lieutenant Colonel | 1. März 1985      |
|           | Colonel            | 1. Oktober 1989   |
|           | Brigadier General  | 1. August 1995    |
|           | Major General      | 1. Juli 1998      |
|           | Lieutenant General | 1. Dezember 2003  |

## Orden und Auszeichnungen
William Welser III erhielt im Lauf seiner militärischen Laufbahn unter anderem folgende Auszeichnungen:
- Air Force Distinguished Service Medal
- Defense Superior Service Medal
- Legion of Merit
- Meritorious Service Medal
- Aerial Achievement Medal
- Air Force Commendation Medal
- Southwest Asia Service Medal
- Humanitarian Service Medal